# Ринекер, Франц фон
Франц фон Ринекер (нем. Franz von Rinecker; 3 января 1811, Шеслиц, Бамберг — 21 февраля 1883, Вюрцбург, Королевство Бавария) — немецкий профессор, невропатолог, психиатр и фармаколог.

## Биография
Родился в городе Шеслиц, Верхняя Франкония. Обучался медицине в Мюнхенском университете и Вюрцбургском университете. Получил медицинскую степень в 1834 году. В 1838 года стал профессором фармакологии в Вюрцбургском университете. Его известными учениками были: Крепелин, Эмиль, Франц фон Лейдиг, Эрнст Геккель, Рихард Гейгель, Герман Эмминггаус и Карл Герхардт, который позже занял пост Ринекера на кафедре педиатрии.
По мимо поста профессора, занимался научными разработками в университете. Вместе с Францом Лейдигом создал физиологический институт, участвовал в начале университетской педиатрической клиники. В 1863 году стал директором психиатрии в Юлианском госпитале.